# تام جرلز

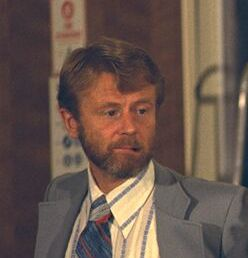
تام جرلز

آنتون ام.جی. «تام» جرلز معروف به تام جرلز (به انگلیسی: Tom Gehrels; ۲۱ فوریهٔ ۱۹۲۵ – ۱۱ ژوئیهٔ ۲۰۱۱) یک ستاره‌شناس آمریکایی هلندی، استاد علوم سیاره‌ای در دانشگاه آریزونای توسان بود.